# Patrick Schulze
Patrick Schulze (* 2. Januar 1973 in Magdeburg) ist ein ehemaliger deutscher Kanusportler.

## Leben
Schulze startete für den SC Magdeburg und wurde dort von Detlef Hummelt trainiert. 1991 wurde er in Wien Junioren-Weltmeister im Einer-Canadier über 1000 Meter. 1995 gewann er bei den Weltmeisterschaften in Duisburg Bronze im Vierer-Canadier über 1000 Meter. Bei den Olympischen Sommerspielen 1996 erreichte er im Einer-Canadier über 1000 Meter den vierten Platz.
Im Jahr 1997 errang er bei den Weltmeisterschaften die Bronzemedaille im Einer-Canadier über 1000 Meter. 1999 wurde er sowohl bei den Europameisterschaften als auch bei den Weltmeisterschaften 1999 Dritter im Einer-Canadier über 1000 Meter.

## Auszeichnungen
1996 trug sich Schulze in das Goldene Buch der Stadt Magdeburg ein.